# Cratostigma gravellophila
Cratostigma gravellophila is een zakpijpensoort uit de familie van de Pyuridae. De wetenschappelijke naam van de soort is, als Heterostigma gravellophila, voor het eerst geldig gepubliceerd in 1955 door Pérès.